# 암초

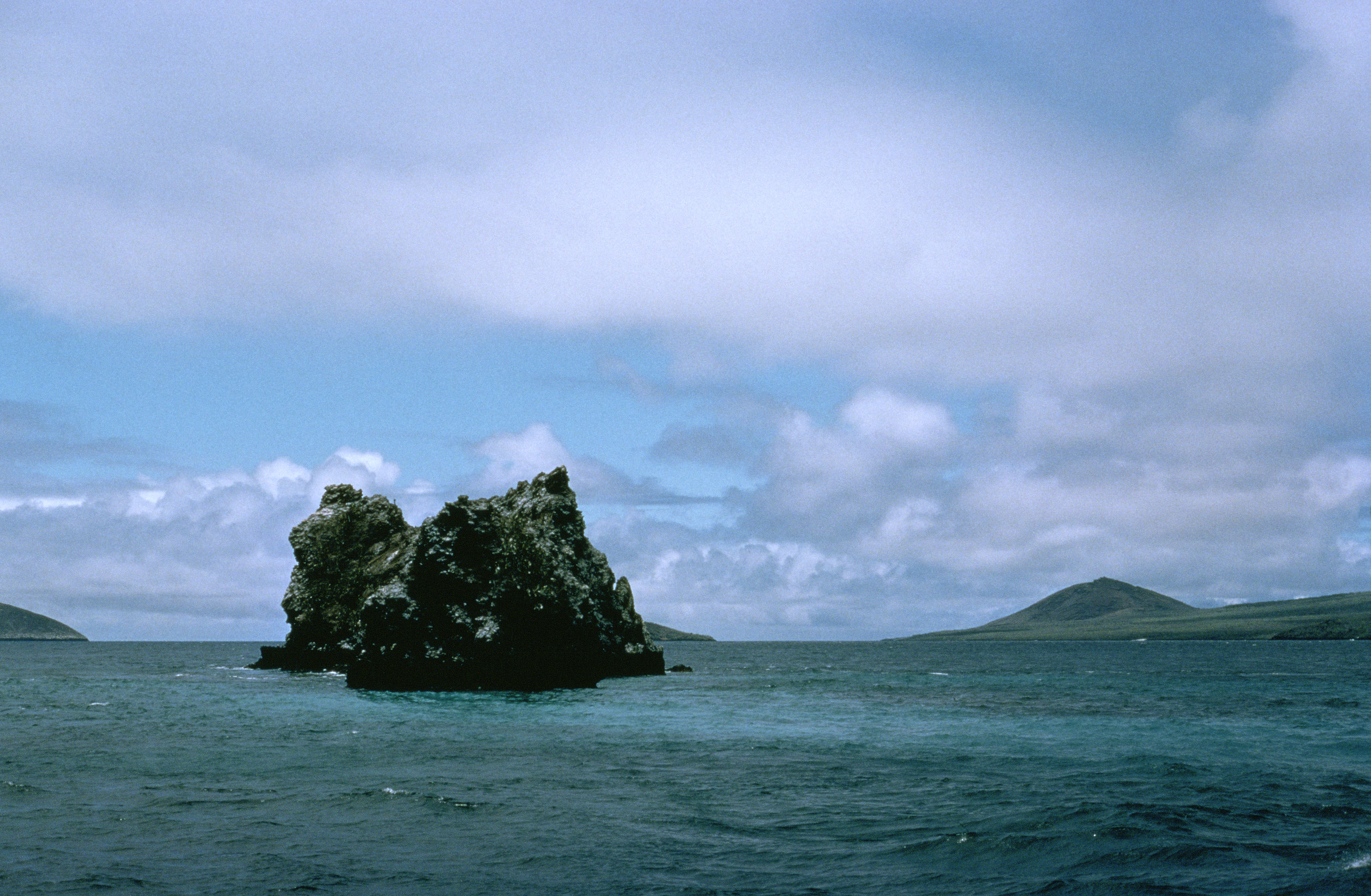
섬을 둘러싸고 있는 암초.

암초(暗礁)는 해면 또는 해면 가까이에 불룩하게 솟아 있는 바위 또는 산호초로서 항해에 장애가 되는 것을 말한다. 암과 초를 합하여 암초라고 부른다.
물 속에 잠겨 보이지 않아 배가 좌초되는 원인이 되고 있다.
해저에서 암반이 수면상으로 솟은 것을 암(岩, rock)이라 하고, 물속에 잠겨있는 바위를 초(礁, reef)라 한다. IHO-IOC의 ‘Standardization of Undersea Feature Names’에서는 초(reef)를 해저지형으로 분류하고 있다.
군도주변의 암초, 해저화산의 폭발로 섬이 침수하여 생긴 암초, 산호초에 의한 암초 등이 있다.
비유적으로는 어떤 일을 하는 데 보이지 아니하는 장애를 가리키기도 한다.

## 다른 명칭
국어대사전(저자 이희승)에서는 '물속에 잠겨있는 바위(암초)'를 '여'라고 부른다‘고 하여 '여'를 '암초'의 하나로 보고 있다. '여'로 지칭되는 자연지명이 우리나라 주변 특히 제주도 부근에 상당히 많다. '제주시 옛지명'에 의하면 '걸바다밭 중에 바위'를 '여'라고 한다고 하고 있다. 제주시의 예를
본다면 '여'는 '물속에 잠겨있는 바위'라고 보며 이는 국어대사전의 정의와 거의 동일하다. 그리고 이는 암(바위)과 동일한 개념으로 볼 수 있는 근거를 제공한다고 할 수 있다. 제주도 부근의 '여'의 예를 보면, 옺아진여, 쟁반여, 동산여, 큰여 등이며, 남해안에는 곡두여, 흑등여 등이 있다.

## 같이 보기
- 벤자민 칸
- 암석
- 소도서

## 참고 자료
- 《해양지명 표준화 편람》, 국토해양부 해양지명위원회, 2004년 11월 초판